# Irina Kiritchenko

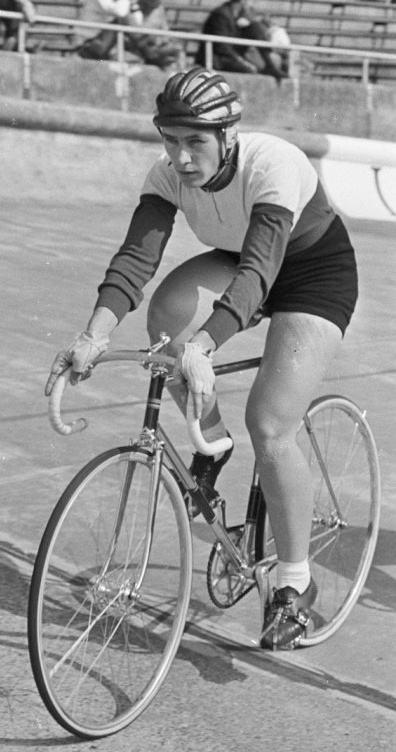
Irina Kiritchenko em 1967
Irina Ivanovna Kiritchenko (Ирина Ивановна Кириченко), nascida a 13 de junho de 1937 em Carcóvia (Ucrânia) então na União soviética e falecida em 11 de março de 2020. é uma corredora ciclista soviética que foi campeã mundial de velocidade em pista.

## Biografia
Campeã do mundo de velocidade, campeã da URSS, tanto em velocidade, quer na prova dos 500 Metros. Em 1964, obtém o seu primeiro título no velódromo do Parque dos Príncipes, após uma luta acérrima com Galina Ermolaeva, que vale ao sprint soviético uma foto do pódio e um comentário elogioso do comentador Robert Descamps, na revista ciclista francesa Miroir du cyclisme. É verdade que é uma velocista francesa, Gisèle Caille, ocupava a terceira andadura do dito pódio. Mas aqui está o comentário das finais « senhoras », que tem lugar em 11 de setembro, na tarde num velódromo cheio e eufórico pelos sucessos prometedores dos dois velocistas masculinos, Pierre Trentin e Daniel Morelon.
Para ficar no domínio do sprint (Antonio Maspes acaba de conseguir o seu 7.º título em velocidade profissional), convém falar da luta para o título feminino das duas soviéticas Galina Ermolaeva e Irina Kiritchenko. O segundo, tomando a reconquista no ano passado, levou-o. A segunda manga foi épico, que vive ambas loiras soviéticas a se esfregar «  » até à linha. A reconciliação não se fez rapidamente depois (...)
.
Assim as linhas dos palmarés dos campeonatos mundiais de velocidade, às vezes 100 % soviéticas, não têm nada de vitórias rotineiras entre colegas de equipa.
Após a sua carreira de corredora, torna-se treinadora de ciclismo no clube Dinamo.

## Palmarés

### nos campeonatos soviéticos
- em Velocidade :  Campeã da URSS em 1964, 1966, 1967
- nos 500 metros :  Campeã da URSS em 1961, 1962, 1963, 1964, 1966, 1967.

### nos campeonatos mundiais
- Campeã do mundo de velocidade em pista em 1964 e 1966.
- medalha de prata no campeonato do mundo de velocidade em pista em 1962, 1963, 1967, 1968.
- medalhista de bronze no campeonato do mundo de velocidade em pista em 1969.